# Saison 2023-2024 de l'OGC Nice
Maillots
Chronologie
Saison précédente Saison suivante
La saison 2023-2024 de l'OGC Nice voit le club s'engager dans les deux compétitions nationales que sont la Ligue 1.
L'équipe, qui a terminé 9e la saison précédente, a donc échoué pour une compétition européenne, et n'aura donc pas l'occasion de rééditer son parcours l'ayant mené en quart de finale de la Ligue Europa Conférence 2022-2023.
L'équipe réserve est engagée dans le championnat de Régional 1, et évolue au stade Charles-Ehrmann.

## Résumé de la saison

### Avant-saison
En juillet, le Gym affronte le Lausanne-Sport dans le traditionnel derby INEOS, ce match se solde par une défaite 3 buts à 1. Nice affronte ensuite le MHSC pour une courte victoire 1-0 qui sera la seule de la préparation avant de rencontrer le SC Braga pour une défaite par 2 buts à 0. En août, l’OGC Nice rencontre le club de Villareal, le Gym signe un match nul 1-1. Le dernier match de préparation de Nice est contre l'AC Fiorentina et se solde par une courte défaite deux buts à un.

### Championnat
{A venir ...}

### Coupe de France
{A venir ...}

## Effectif professionnel actuel
En grisé, les sélections de joueurs internationaux chez les jeunes mais n'ayant jamais été appelés aux échelons supérieurs une fois l'âge limite dépassé ou les joueurs ayant pris leur retraite internationale.

## Transferts
| Nom                     | Nationalité    | Poste     | Transfert       | Provenance/Destination                   |
| ----------------------- | -------------- | --------- | --------------- | ---------------------------------------- |
| Arrivées                |                |           |                 |                                          |
| Jérémie Boga            | Côte d'Ivoire  | Attaquant | Transfert       | Atalanta Bergame (Serie A)               |
| Aliou Baldé             | Sénégal        | Attaquant | Transfert       | Lausanne-Sport (Super League)            |
| Amidou Doumbouya        | France         | Milieu    | Transfert       | FC Sochaux-Montbéliard (National)        |
| Morgan Sanson           | France         | Milieu    | Prêt (OA levée) | Aston Villa (Premier League)             |
| Romain Perraud          | France         | Défenseur | Prêt avec OA    | Southampton FC (Championship)            |
| Salvatore Sirigu        | Italie         | Gardien   | Libre           | ACF Fiorentina (Serie A)                 |
| Kasper Dolberg          | Danemark       | Attaquant | Retour de prêt  | TSG Hoffenheim (Bundesliga)              |
| Alexis Claude-Maurice   | France         | Attaquant | Retour de prêt  | RC Lens (Ligue 1)                        |
| Evann Guessand          | France         | Attaquant | Retour de prêt  | FC Nantes (Ligue 1)                      |
| Calvin Stengs           | Pays-Bas       | Milieu    | Retour de prêt  | Royal Antwerp (Division 1A)              |
| Rareș Ilie              | Roumanie       | Milieu    | Retour de prêt  | Maccabi Tel-Aviv (Ligat HaAl)            |
| Justin Smith            | Canada         | Défenseur | Retour de prêt  | US Quevilly Rouen Metropole (Ligue 2)    |
| Jean N'Guessan          | Côte d'Ivoire  | Milieu    | Retour de prêt  | Nîmes Olympique (National)               |
| Ange Ahoussou           | Côte d'Ivoire  | Défenseur | Retour de prêt  | La Berrichonne de Châteauroux (National) |
| Ayoub Amraoui           | Maroc          | Défenseur | 1er contrat pro | OGC Nice Groupe Elite                    |
| Départs                 |                |           |                 |                                          |
| Jean N'Guessan          | Côte d'Ivoire  | Milieu    | Transfert       | FC Metz (Ligue 1)                        |
| Calvin Stengs           | Pays-Bas       | Milieu    | Transfert       | Feyenoord Rotterdam (Eredivisie)         |
| Kasper Dolberg          | Danemark       | Attaquant | Transfert       | RSC Anderlecht (Division 1A)             |
| Ange Ahoussou           | Côte d'Ivoire  | Défenseur | Transfert       | Pau FC (Ligue 2)                         |
| Nicolas Pépé            | Côte d'Ivoire  | Attaquant | Retour de prêt  | Arsenal FC (Premier League)              |
| Joe Bryan               | Angleterre     | Défenseur | Retour de prêt  | Fulham FC (Premier League)               |
| Mattia Viti             | Italie         | Défenseur | Prêt avec OA    | US Sassuolo (Serie A)                    |
| Billal Brahimi          | Algérie        | Attaquant | Prêt sans OA    | Stade brestois 29 (Ligue 1)              |
| Rareș Ilie              | Roumanie       | Milieu    | Prêt sans OA    | Lausanne-Sport (Super League)            |
| Justin Smith            | Canada         | Défenseur | Prêt sans OA    | US Avranches (National)                  |
| Ross Barkley            | Angleterre     | Milieu    | Libre           | Luton Town FC (Premier League)           |
| Kasper Schmeichel       | Danemark       | Gardien   | Libre           | RSC Anderlecht (Division 1A)             |
| Aaron Ramsey            | Pays de Galles | Milieu    | Libre           | Cardiff City (Championship)              |
| Jacques Bruno Mbiandjeu | Cameroun       | Gardien   | Libre           | Chamois niortais (National)              |

| Nom                | Nationalité | Poste     | Transfert      | Provenance/Destination          |
| ------------------ | ----------- | --------- | -------------- | ------------------------------- |
| Arrivées           |             |           |                |                                 |
| Mohamed-Ali Cho    | France      | Attaquant | Transfert      | Real Sociedad (Liga)            |
| Maxime Dupé        | France      | Gardien   | Transfert      | RSC Anderlecht (Division 1A)    |
| Victor Orakpo      | Nigeria     | Attaquant | Transfert      | Bayern Munich II (3. Liga)      |
| Valentin Rosier    | France      | Défenseur | Prêt avec OA   | Beşiktaş JK (Süper Lig)         |
| Robson Bambu       | Brésil      | Défenseur | Retour de prêt | CR Vasco da Gama (Brasileirão)  |
| Départs            |             |           |                |                                 |
| Reda Belhayane     | France      | Milieu    | Transfert      | Hellas Verona (Serie A)         |
| Youcef Atal        | Algérie     | Défenseur | Transfert      | Adana Demirspor (Süper Lig)     |
| Robson Bambu       | Brésil      | Défenseur | Prêt avec OA   | FC Arouca (Primeira Liga)       |
| Badredine Bouanani | Algérie     | Attaquant | Prêt sans OA   | FC Lorient (Ligue 1)            |
| Ayoub Amraoui      | Maroc       | Défenseur | Prêt sans OA   | Amiens SC (Ligue 2)             |
| Salvatore Sirigu   | Italie      | Gardien   | Libre          | Fatih Karagümrük SK (Süper Lig) |

## Détail des matchs

### Ligue 1

#### Classement
| Rang | Équipe             | Pts | J  | G  | N  | P  | Bp | Bc | Diff | Qualification ou relégation                                                     |
| ---- | ------------------ | --- | -- | -- | -- | -- | -- | -- | ---- | ------------------------------------------------------------------------------- |
| 3    | Stade brestois 29  | 61  | 34 | 17 | 10 | 7  | 53 | 34 | +19  | Qualification pour la phase de ligue de la Ligue des champions                  |
| 4    | LOSC Lille         | 59  | 34 | 16 | 11 | 7  | 52 | 34 | +18  | Qualification pour le troisième tour de qualification de la Ligue des champions |
| 5    | OGC Nice           | 55  | 34 | 15 | 10 | 9  | 40 | 29 | +11  | Qualification pour la phase de ligue de la Ligue Europa                         |
| 6    | Olympique lyonnais | 53  | 34 | 16 | 5  | 13 | 49 | 55 | −6   | Qualification pour la phase de ligue de la Ligue Europa                         |
| 7    | RC Lens            | 51  | 34 | 14 | 9  | 11 | 45 | 37 | +8   | Qualification pour les barrages de la Ligue Conférence                          |

## Saison 2023-2024
| 32e de finale               | OGC Nice (L1)                                  | 0 - 0 4 - 2 t. a. b. | AJ Auxerre (L2)                        |                                                                                                |                                                                                                |
| Samedi 6 janvier 2024 20:45 |                                                | (0 - 0)              |                                        | Allianz Riviera, Nice Spectateurs : 20 973 Diffuseur : beIN Sports Arbitrage : Eric Wattellier | Allianz Riviera, Nice Spectateurs : 20 973 Diffuseur : beIN Sports Arbitrage : Eric Wattellier |
| Samedi 6 janvier 2024 20:45 | Rosario 88e                                    | Rapport              | 17e Jubal Jr ·                         | Allianz Riviera, Nice Spectateurs : 20 973 Diffuseur : beIN Sports Arbitrage : Eric Wattellier | Allianz Riviera, Nice Spectateurs : 20 973 Diffuseur : beIN Sports Arbitrage : Eric Wattellier |
| Samedi 6 janvier 2024 20:45 | Guessand · Moffi · Rosario · Lotomba · Laborde | Tirs au but 4 - 2    | Jubal Jr · Raveloson · Perrin · Onaiwu | Allianz Riviera, Nice Spectateurs : 20 973 Diffuseur : beIN Sports Arbitrage : Eric Wattellier | Allianz Riviera, Nice Spectateurs : 20 973 Diffuseur : beIN Sports Arbitrage : Eric Wattellier |

| 16e de finale                | FC Girondins de Bordeaux (L2) | 2 - 3                                  | OGC Nice (L1)                        | | |
| Samedi 20 janvier 2024 17:30 | Livolant 59e · Weissbeck 76e  | (0 - 1)                                | 35e Guessand · 47e (pen.) 60e Sanson | Matmut Atlantique, Bordeaux Spectateurs : 22 960 Diffuseur : beIN Sports Arbitrage : Thomas Léonard | Matmut Atlantique, Bordeaux Spectateurs : 22 960 Diffuseur : beIN Sports Arbitrage : Thomas Léonard |
| Samedi 20 janvier 2024 17:30 |                               | 45e Todibo · 71e Rosario · 90+2e Bułka |                                      | Matmut Atlantique, Bordeaux Spectateurs : 22 960 Diffuseur : beIN Sports Arbitrage : Thomas Léonard | Matmut Atlantique, Bordeaux Spectateurs : 22 960 Diffuseur : beIN Sports Arbitrage : Thomas Léonard |

| 8e de finale                  | Montpellier HSC (L1)       | 1 - 4   | OGC Nice (L1)                                                        | | |
| Mercredi 7 février 2024 20:30 | Sagnan 75e                 | (0 - 3) | 29e Ndayishimiye · 37e Louchet · 39e Cho · 62e (pen.) Claude-Maurice | Stade de la Mosson, Montpellier Spectateurs : 5 769 Diffuseur : beIN Sports Arbitrage : François Letexier | Stade de la Mosson, Montpellier Spectateurs : 5 769 Diffuseur : beIN Sports Arbitrage : François Letexier |
| Mercredi 7 février 2024 20:30 | Savanier 34e · Lecomte 61e | Rapport | 34e Claude-Maurice · 46e Rosario · 71e Baldé                         | Stade de la Mosson, Montpellier Spectateurs : 5 769 Diffuseur : beIN Sports Arbitrage : François Letexier | Stade de la Mosson, Montpellier Spectateurs : 5 769 Diffuseur : beIN Sports Arbitrage : François Letexier |

| Quart de finale             | Paris Saint-Germain (L1)            | 3 - 1   | OGC Nice (L1) |                                                                                         |                                                                                         |
| Mercredi 13 mars 2024 21:10 | Mbappé 14e · Ruiz 33e · Beraldo 60e | (2 - 1) | 37e Laborde   | Parc des Princes, Paris Diffuseur : beIN Sports, France 3 Arbitrage : François Letexier | Parc des Princes, Paris Diffuseur : beIN Sports, France 3 Arbitrage : François Letexier |
| Mercredi 13 mars 2024 21:10 | Rapport                             |         |               | Parc des Princes, Paris Diffuseur : beIN Sports, France 3 Arbitrage : François Letexier | Parc des Princes, Paris Diffuseur : beIN Sports, France 3 Arbitrage : François Letexier |

### Derbies de la saison

#### Championnat
| Club      | Aller | Retour | Club                   |
| --------- | ----- | ------ | ---------------------- |
| OGC Nice  | 1 - 0 | 2 - 2  | Olympique de Marseille |
| AS Monaco | 0 - 1 | 3 - 2  | OGC Nice               |

#### Résultats par journée
| Journée   | 01  | 02  | 03  | 04 | 05 | 06 | 07 | 08 | 09 | 10 | 11 | 12 | 13 | 14 | 15 | 16 | 17 | 18 | 19 | 20 | 21 | 22 | 23 | 24 | 25 | 26 | 27 | 28 | 29 | 30 | 31 | 32 | 33 | 34 |
| --------- | --- | --- | --- | -- | -- | -- | -- | -- | -- | -- | -- | -- | -- | -- | -- | -- | -- | -- | -- | -- | -- | -- | -- | -- | -- | -- | -- | -- | -- | -- | -- | -- | -- | -- |
| Terrain   | D   | E   | D   | D  | E  | E  | D  | E  | D  | E  | D  | E  | D  | E  | D  | E  | D  | E  | D  | E  | D  | E  | D  | E  | D  | E  | D  | E  | E  | D  | E  | D  | D  | E  |
| Résultats | N   | N   | N   | V  | V  | V  | N  | V  | V  | V  | V  | N  | V  | D  | V  | D  | V  | D  | V  | N  | D  | D  | N  | D  | D  | V  | D  | N  | N  | V  | V  | D  | V  | N  |
| Points    | 1   | 2   | 3   | 6  | 9  | 12 | 13 | 16 | 19 | 22 | 25 | 26 | 29 | 29 | 32 | 32 | 35 | 35 | 38 | 39 | 39 | 39 | 40 | 40 | 40 | 43 | 43 | 44 | 45 | 48 | 51 | 51 | 54 | 55 |
| Place     | 10e | 10e | 13e | 8e | 3e | 2e | 4e | 2e | 2e | 1e | 1e | 2e | 2e | 2e | 2e | 2e | 2e | 2e | 2e | 2e | 2e | 3e | 4e | 5e | 6e | 5e | 5e | 5e | 5e | 5e | 5e | 5e | 5e | 5e |

Source : lfp.fr (Ligue de football professionnel)
Terrain : D = Domicile ; E = Extérieur. Résultat : D = Défaite ; N = Nul ; V = Victoire.

### Statistiques diverses

#### Meilleurs buteurs
Ligue 1 et coupes
|   | Buteur                | L1 | CDF | Total |
| - | --------------------- | -- | --- | ----- |
| 1 | Terem Moffi           | 11 | 0   | 11    |
| 2 | Evann Guessand        | 6  | 1   | 7     |
| 2 | Jérémie Boga          | 6  | 1   | 7     |
| 4 | Gaëtan Laborde        | 5  | 0   | 5     |
| 5 | Morgan Sanson         | 2  | 2   | 4     |
| 6 | Hichem Boudaoui       | 2  | 0   | 2     |
| 6 | Tom Louchet           | 1  | 1   | 2     |
| 6 | Mohamed-Ali Cho       | 1  | 1   | 2     |
| 9 | Youcef Attal          | 1  | 0   | 1     |
| 9 | Khéphren Thuram       | 1  | 0   | 1     |
| 9 | Melvin Bard           | 1  | 0   | 1     |
| 9 | Dante Bonfim          | 1  | 0   | 1     |
| 9 | Jordan Lotomba        | 1  | 0   | 1     |
| 9 | Youssouf Ndayishimiye | 0  | 1   | 1     |
| 9 | Alexis Claude-Maurice | 0  | 1   | 1     |
| # | CSC                   | 1  | 0   | 1     |
|   | 15 buteurs            | 39 | 8   | 47    |

#### Meilleurs passeurs
Ligue 1 et coupes
|    | Passeur           | L1 | CDF | Total |
| -- | ----------------- | -- | --- | ----- |
| 1  | Jérémie Boga      | 5  | 0   | 5     |
| 2  | Terem Moffi       | 3  | 0   | 3     |
| 2  | Morgan Sanson     | 3  | 0   | 3     |
| 2  | Gaëtan Laborde    | 2  | 1   | 3     |
| 2  | Mohamed-Ali Cho   | 2  | 1   | 3     |
| 2  | Jean-Clair Todibo | 2  | 1   | 3     |
| 7  | Melvin Bard       | 2  | 0   | 2     |
| 7  | Romain Perraud    | 2  | 0   | 2     |
| 7  | Tom Louchet       | 1  | 1   | 2     |
| 10 | Dante Bonfim      | 1  | 0   | 1     |
| 10 | Antoine Mendy     | 1  | 0   | 1     |
|    | 11 passeurs       | 23 | 4   | 27    |

### Aiglon du mois
| Mois         | Vainqueur         |
| ------------ | ----------------- |
| Août         | Marcin Bulka      |
| Septembre    | Marcin Bulka (2)  |
| Octobre      | Jean-Clair Todibo |
| Novembre     | Melvin Bard       |
| Décembre     | Melvin Bard (2)   |
| Janvier 2024 | Evann Guessand    |
| Février      | Marcin Bulka (3)  |
| Mars         | Marcin Bulka (4)  |
| Avril        | Melvin Bard (3)   |

### Autres

#### Buts
- Premier but de la saison : Gaëtan Laborde   19e lors de OGC Nice 1-1 Lille OSC, le 11 août 2023 (1e journée).
- Dernier but de la saison : Jordan Lotomba   90+3e lors de Lille OSC 2-2 OGC Nice, le 19 mai 2024 (34e journée).
- Premier penalty : Terem Moffi   76e (pen.) lors de OGC Nice 2-0 RC Lens, le 20 décembre 2023 (17e journée).
- Premier doublé : Terem Moffi   21e,   68e lors de Paris SG 2-3 OGC Nice, le 15 septembre 2023 (5e journée).
- Premier triplé : N/A
- But le plus rapide d'une rencontre : Terem Moffi   8e lors de Toulouse FC 2-1 OGC Nice, le 3 mars 2024 (24e journée).
- But le plus tardif d'une rencontre : Jordan Lotomba   90+3e lors de Lille OSC 2-2 OGC Nice, le 19 mai 2024 (34e journée).
- Plus grand nombre de buts marqués : 4 buts
  - Montpellier HSC 1 - 4 OGC Nice, le 7 février 2024 (8e de finale de Coupe de France)
- Plus grand nombre de buts marqués en une mi-temps : 3 buts
  - Montpellier HSC 1 - 4 OGC Nice, le 7 février 2024 (8e de finale de Coupe de France)